# 台湾翅子树
台湾翅子树（学名：Pterospermum niveum），为梧桐科翅子树属下的一个种。

## 扩展阅读
維基物種上的相關：台湾翅子树